# صالة كاراوكي

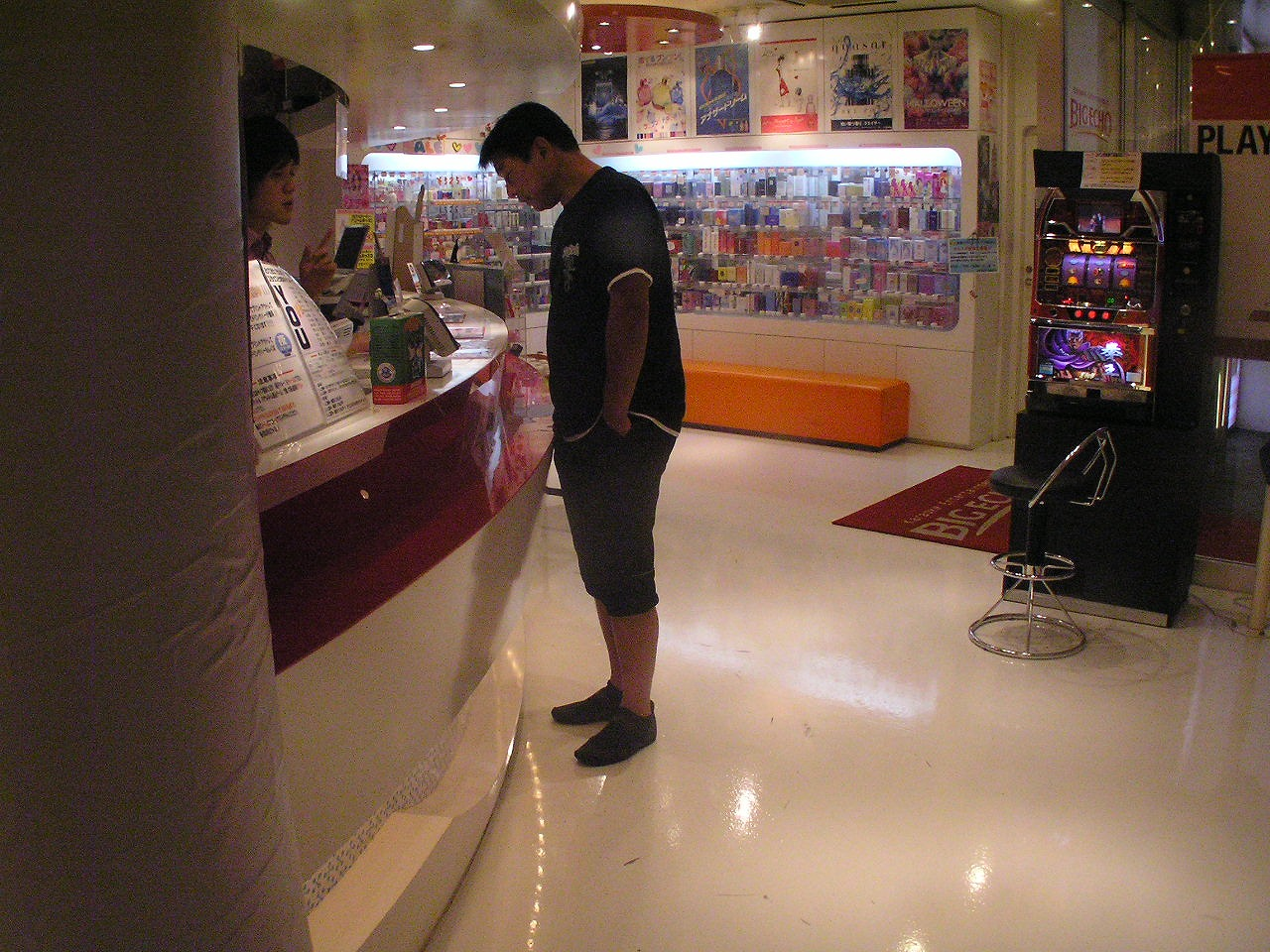

صالة الكاراوكي أو غرفة الكاراوكي أو صندوق الكاراوكي (باليابانية:カ ラ オ ケ ボ ッ ク ス ، karaoke bokkusu) هو نوع شائع من مؤسسات الكاريوكي الموجودة بشكل شائع في شرق آسيا وجنوب شرق آسيا وجنوب آسيا والولايات المتحدة وكندا. نشأت في اليابان وهي الآن تحظى بشعبية في جميع أنحاء العالم، ولكن على وجه الخصوص في آسيا، وقد كانت نشاطًا ترفيهيًا شائعًا في هونغ كونغ منذ أواخر الثمانينيات عندما كان يُنظر إليها لأول مرة على أنها مصدر ترفيه للشباب، تتكون مؤسسات وصالات الكاريوكي من عدة غرف تحتوي على معدات كاريوكي، وعادة ما يتم تأجيرها لفترة من الوقت، تحتوي مؤسسات الكاريوكي النموذجية على ما بين 10 إلى 20 غرفة أو أكثر، يمكن أن تكون هذه الغرف ذات طابع خاص [2] بحيث يكون لكل غرفة شعور مختلف أو يمكن أن تكون غرف كاريوكي تقليدية، بالإضافة إلى وجود بار رئيسي في المؤسسة. وغالبًا ما تبيع المؤسسات المشروبات وأحيانًا الطعام ولكن في بعض الأحيان تقدم مؤسسات أخرى المرطبات بشكل مجاني.
يستمتع الكثير من الأشخاص من جميع الأعمار بالكاريوكي باعتبارها هواية شائعة في اليابان، حيث لا يزال لها تأثير كبير في المشهد الموسيقي الياباني [3] وهي مكان يمكن أن يجذب السياح أيضًا.
كتب أحد المدونين ، وهو من محبي الكاريوكي ، «أن تغني الكاريوكي هو احتضان اللحظة التي يتجاوز فيها حبك للأغنية حبك للذات.» [5] بينما يذهب الناس إلى غرف الكاريوكي ويستمتعون بها مع العائلة والأصدقاء، كما أن العديد من الأشخاص يذهبون بمفردهم ليتمكنوا من الاستمتاع براحة الأداء في الغرفة بأنفسهم. [6] وهناك أيضًا نمط مختلف من الكاريوكي والذي يعتبر النوع التقليدي حيث يغني الرواد أمام الجميع والذي لا يزال متاحًا أيضًا في مناطق الترفيه الشعبية بدلاً من غرف الأداء الخاصة.
ظهر اتجاه جديد لغرف الكاريوكي على شكل كابينات في مراكز التسوق الصينية حيث يمكن للعملاء الدخول إلى كشك أو كبين صغير على غرار كشك التصوير والذي يسمح لهم بأداء أغانٍ مختلفة. [7] الأكشاك أو الكبائن أرخص من غرف الكاريوكي التقليدية، حيث لا يتعين على الراغبين بأداء الكاراوكي استئجار غرفة وإنما فقط الذهاب والغناء لعددٍ من الأغاني. الأكشاك تشبه إلى حد كبير غرف الكاريوكي ولكن بحجم أصغر وعلى نطاق أكثر حميمية، تحتوي الأكشاك على مكيف هواء ومقاعد للعملاء ومعدات كاريوكي وسماعات رأس.
مع ما لا يقل عن 20000 كشك تعمل في الصين فإن الدخل الذي تنتجه هذه الكبائن يقدر بنحو 3.18 مليار يوان في عام 2017م فقط. [8]
ظهر اتجاه آخر مؤخرًا حيث بدأت شركة (Itochu Corp) التي تقدم خدماتها عادةً في غرف الكاريوكي مؤخرًا للاجتماعات النهارية المتعلقة بالأعمال التي تحتاج إلى غرف اجتماعات وأعمال منخفضة التكلفة، حيث تبدأ تكاليف حجزها من سعر 10.00 دولارات في الساعة فما فوق. [9]
كانت هناك أيضًا دراسات حول السلامة من الحرائق في غرف الكاريوكي فبعد حريق متعمد حدث في هونغ كونغ أدى إلى قلق العملاء والزبائن بشأن السلامة العامة، كان هناك أبحاث جديّة حيث أعادوا إنشاء مؤسسة بها 3 غرف وممر في أحد الأماكن البعيدة في الصين والتي تم تصميمها بهدف اختبار حريق في فعلي في مؤسسة كاريوكي. [10] كما كان هناك أيضًا أبحاث إضافية حول غرف الكاريوكي لضمان سلامة العملاء بالإضافة لأبحاث الإخلاء من خلال توسيع وزيادة طول الممرات. [11]
يستخدم مصطلح صندوق الكاريوكي بشكل أساسي في اليابان وهونغ كونغ وماكاو. تُعرف مؤسسات صندوق الكاريوكي عمومًا باسم KTV (اختصار لتلفزيون كاريوكي) في تايوان والصين وكمبوديا وميانمار وسنغافورة والولايات المتحدة وكندا ، وفيديو في الفلبين، ونوريبانغ (노래방) في كوريا الجنوبية (تعني حرفياً: غرفة الغناء) و ( hwamyŏn panju ŭmaksil 화면 반주 음악실) في كوريا الشمالية وغرفة الكاريوكي في فيتنام ونادي الكاريوكي في سريلانكا. من الشائع أيضًا اختصارها بالحرف (K) في اللغة الكانتونية لهونغ كونغ، وغالبًا عند استخدامها كفعل ، على سبيل المثال:
- (去 K 歌) = (ذاهب لأغني في K)
- (去 唱 K) = (ذاهب إلى غناء K).

## قضايا قانونية
يمكن أن يشير KTV أيضًا إلى فيديو موسيقى كاريوكي ومقطع فيديو موسيقي به كلمات كاريوكي ومسار صوتي عبر MMO. تم بيع بعض مقاطع فيديو موسيقى الكاريوكي إلى مؤسسات KTV بموجب عقود حصرية مما جعل بعض الأشخاص يستخدمونها لنسخ مقاطع فيديو موسيقى الكاريوكي بشكل غير قانوني ومشاركتها على الإنترنت. غالبًا ما توجد هذه المقاطع على الإنترنت بتنسيق (MPEG (VCD أو (VOB (DVD مع (KTV) ملحق باسم الملف.